# 大衛·山朋
大衛·威廉·山朋（英語：David William Sanborn，1945年7月30日—2024年5月12日），美國中音薩克斯風手。他的獨奏曲風以爵士樂融合器樂流行和節奏藍調為主，另也與各種風格的音樂家合作。他在高中時期之前便以接觸薩克斯風，並於1975年發行首張獨奏專輯《Taking Off》。此外，山朋也廣於擔任合奏音樂家，其中以與大衛·鮑伊《美國新生代》專輯的合作著稱。共發行24張專輯，8張黃金1張白金，得到6個葛萊美獎，2004年進入聖路易斯名人堂。

## 外部連結
- 官方网站
- 大衛·山朋在Allmusic上的頁面
- 大衛·山朋在互联网电影资料库（IMDb）上的資料（英文）